# Grégoire Drouot
Grégoire Drouot, né le 6 mars 1976 à Vénissieux (Rhône), est un prélat catholique français, évêque de Nevers depuis le 16 mars 2024.

## Biographie

### Formation
Après une licence d'histoire, une licence de géographie et une maîtrise de droit, Grégoire Drouot entre au séminaire de Paray-le-Monial pour sa formation philosophique puis à l'Institut d'études théologiques de Bruxelles pour sa formation théologique. Il est diplômé en 2007 d'une licence de théologie sacramentelle.

### Ministère presbytéral
Le 1er juillet 2007, il est ordonné prêtre pour le diocèse d'Autun, Chalon et Mâcon. Il est vicaire de Chalon-sur-Saône de 2009 à 2013 puis à Paray-le-Monial de 2013 à 2018 où il est aussi enseignant au séminaire et délégué épiscopal pour la Pastorale des Jeunes et des vocations.
Il a été l'aumônier de l'équipe nationale routiers des Scouts unitaires de France.
En 2018, il est nommé vicaire général du diocèse d'Autun. Il est aussi modérateur à Cuisery de 2018 à 2021, administrateur à Étang-sur-Arroux de 2022 à 2023 et à Pierre-de-Bresse de 2023 à 2024.

### Ministère épiscopal
Le 16 mars 2024, le pape François le nomme évêque de Nevers pour succéder à Thierry Brac de La Perrière, qui s’est retiré en 2022. Il est ordonné et installé le 2 juin 2024 par Antoine Hérouard, archevêque de Dijon, assisté de Benoît Rivière, évêque d'Autun, et Robert Wattebled, évêque émérite de Nîmes. La célébration s'est déroulée au Prieuré Notre-Dame de La Charité-sur-Loire.